# Israel Start-Up Nation/2020
Deze pagina geeft een overzicht van Israel Start-Up Nation UCI World Tour wielerploeg in 2020.

## Algemeen
Algemeen manager: Kjell Carlström
Teammanager: Dirk Demol
Ploegleiders: René Andrle, Claudio Cozzi, Oscar Guerrero, Lionel Marie, Nicki Sørensen en Eric Van Lancker
Fietsen: De Rosa

## Renners
| Naam               | Geboortedatum | Nationaliteit       | Ploeg 2019                 |
| ------------------ | ------------- | ------------------- | -------------------------- |
| Matteo Badilatti   | 30-07-1992    | Zwitserland         |                            |
| Rudy Barbier       | 18-12-1992    | Frankrijk           |                            |
| Jenthe Biermans    | 30-10-1995    | België              | Team Katjoesja Alpecin     |
| Guillaume Boivin   | 25-05-1989    | Canada              |                            |
| Matthias Brändle   | 7-12-1989     | Oostenrijk          |                            |
| Alexander Cataford | 01-09-1993    | Canada              |                            |
| Davide Cimolai     | 13-08-1989    | Italië              |                            |
| Alex Dowsett       | 03-10-1988    | Verenigd Koninkrijk | Team Katjoesja Alpecin     |
| Itamar Einhorn     | 20-09-1997    | Israël              |                            |
| Omer Goldstein     | 13-08-1996    | Israël              |                            |
| André Greipel      | 16-07-1982    | Duitsland           | Arkéa Samsic               |
| Ben Hermans        | 08-06-1986    | België              |                            |
| Hugo Hofstetter    | 13-02-1994    | Frankrijk           | Cofidis, Solutions Crédits |
| Reto Hollenstein   | 22-08-1985    | Zwitserland         | Team Katjoesja Alpecin     |
| Daniel Martin      | 20-08-1986    | Ierland             | UAE Team Emirates          |
| Travis McCabe      | 12-05-1989    | Verenigde Staten    | Floyd's Pro Cycling        |
| Daniel Navarro     | 18-07-1983    | Spanje              | Team Katjoesja Alpecin     |
| Krists Neilands    | 18-08-1994    | Letland             |                            |
| Guy Niv            | 08-03-1994    | Israël              |                            |
| James Piccoli      | 05-09-1991    | Canada              | Elevate-KHS Pro Cycling    |
| Nils Politt        | 06-03-1994    | Duitsland           | Team Katjoesja Alpecin     |
| Mihkel Räim        | 03-07-1993    | Estland             |                            |
| Alexis Renard      | 01-06-1999    | Frankrijk           | -                          |
| Guy Sagiv          | 05-12-1994    | Israël              |                            |
| Patrick Schelling  | 01-05-1990    | Zwitserland         | Team Vorarlberg Santic     |
| Mads Würtz Schmidt | 31-03-1994    | Denemarken          | Team Katjoesja Alpecin     |
| Rory Sutherland    | 08-02-1982    | Australië           | UAE Team Emirates          |
| Norman Vahtra      | 23-11-1996    | Estland             | -                          |
| Tom Van Asbroeck   | 19-04-1990    | België              |                            |
| Rick Zabel         | 07-12-1993    | Duitsland           | Team Katjoesja Alpecin     |

### Vertrokken
| Naam               | Geboortedatum | Nationaliteit | Ploeg 2020                  |
| ------------------ | ------------- | ------------- | --------------------------- |
| Edwin Ávila        | 21-11-1989    | Colombia      | Israel Cycling Academy      |
| Clément Carisey    | 23-03-1992    | Frankrijk     | onbekend                    |
| Zak Dempster       | 27-09-1987    | Australië     | gestopt                     |
| Conor Dunne        | 22-01-1992    | Ierland       | gestopt                     |
| Nathan Earle       | 04-06-1998    | Australië     | Team UKYO                   |
| Awet Gebremedhin   | 05-02-1992    | Zweden        | Israel Cycling Academy      |
| Roy Goldstein      | 20-05-1993    | Israël        | gestopt                     |
| Sondre Holst Enger | 17-12-1993    | Noorwegen     | Riwal-Readynez Cycling Team |
| August Jensen      | 29-08-1991    | Noorwegen     | Riwal-Readynez Cycling Team |
| Riccardo Minali    | 19-04-1995    | Italië        | NIPPO DELKO One Provence    |
| Ben Perry          | 07-03-1994    | Canada        | Israel Cycling Academy      |
| Rubén Plaza        | 29-02-1980    | Spanje        | gestopt                     |
| Kristian Sbaragli  | 08-05-1990    | Italië        | Alpecin-Fenix               |
| Hamish Schreurs    | 23-01-1994    | Nieuw-Zeeland | onbekend                    |
| Daniel Turek       | 19-01-1993    | Tsjechië      | Israel Cycling Academy      |
| Dennis van Winden  | 02-12-1987    | Nederland     | onbekend                    |

## Overwinningen
| Nationale kampioenschappen wielrennen Estland - tijdrit: Norman Vahtra Oostenrijk - tijdrit: Matthias Brändle Israël - tijdrit: Guy Sagiv Ronde van San Juan 1e etappe: Rudy Barbier Ronde van Antalya 1e etappe: Mihkel Räim Le Samyn Hugo Hofstetter Ronde van Slowakije 4e etappe: Rudy Barbier Ronde van Italië 8e etappe: Alex Dowsett Ronde van Spanje 3e etappe: Daniel Martin |

AG2R-La Mondiale · Astana Pro Team · Bahrain McLaren · BORA-hansgrohe · CCC Team ·  Cofidis, Solutions Crédits · Deceuninck–Quick-Step · EF Education First · Groupama-FDJ · Israel Start-Up Nation · Lotto Soudal · Mitchelton-Scott · Movistar Team ·  NTT Pro Cycling · Team INEOS · Team Jumbo-Visma · Team Sunweb · Trek-Segafredo · UAE Team Emirates
2020 · 2021 · 2022 · 2023 · 2024 · 2025